# Battaglia di Málaga
La battaglia di Málaga è stata un'offensiva franchista, avvenuta nel febbraio 1937, volta a prendere il controllo della provincia di Málaga. Ai franchisti si aggiunse per la prima volta il Corpo truppe volontarie italiane, che fu determinante nella vittoria golpista.

## Precedenti
Dopo la mancata conquista di Madrid, e la sconfitta a La Coruña, i nazionalisti cercarono di riprendere l'iniziativa. I nazionalisti sbarcarono al porto di Cadice, e iniziarono a distribuirsi su una striscia di 25 km di distanza alla città di Málaga per assediarla.
Il 17 gennaio iniziò l'avanzata franchista, ad Ovest con la neonata Armata del Sud guidata da Queipo de Llano e Nord-Est con i soldati del colonnello Antonio Muñoz Jiménez. Entrambi gli attacchi trovarono poca resistenza, e nella prima settimana riuscirono ad avanzare per 15 km.
I repubblicani non si resero conto che i due attacchi erano combinati per la conquista di Málaga, e si trovarono impreparati il giorno dell'assalto alla città, il 3 febbraio.

## I combattenti
Un misto di forze spagnole regolari, carliste e italiane parteciparono all'attacco nazionalista di Málaga. Gli spagnoli, circa 10 000, erano guidati dal Queipo de Llano, mentre le camicie nere erano guidate da Mario Roatta. Le truppe italiane erano composte da 5 000 effettivi, che componevano nove battaglioni meccanizzati equipaggiati con carri leggeri CV35 e blindati.
I repubblicani, invece, erano composti da 40 000 miliziani andalusi del CNT. Anche se erano in numero maggiore rispetto ai golpisti e con il morale più alto, i miliziani erano completamente impreparati sotto il profilo militare. Inoltre, le loro armi erano obsolete rispetto a quelle nazionaliste.

## La battaglia
L'esercito del Sud iniziò l'attacco a Málaga da ovest, partendo dalla cittadina di Ronda, il 3 febbraio. L'attacco da Nord iniziò la notte del 4 febbraio, con gli italiani che avanzarono rapidamente, essendo i repubblicani impotenti davanti a carrarmati e ai blindati. I nazionalisti continuarono un costante progresso verso Malaga e il 6 febbraio raggiunsero le alture intorno alla città. Nel timore di accerchiamento, il comandante repubblicano, colonnello Villalba, ordinò l'evacuazione di Malaga.
L'8 febbraio le Camicie Nere italiane e l'esercito del Sud occuparono Malaga.

## Conseguenze
I repubblicani che riuscirono a fuggire vennero fatti oggetto di tiro dai franchisti sulla strada per Almería. Chi non riuscì a fuggire da Málaga venne ucciso o fatto prigioniero.
La devastante sconfitta subita dai repubblicani causarono il ritiro dei comunisti dal governo e dell'esecutivo di Valencia.
Il capo del governo, Francisco Largo Caballero venne sostituito da Juan Negrín López; il sottosegretario alla guerra, generale Asensio Torrado, venne sostituito da Carlos de Baráibar, un uomo senza preparazione militare.
Mussolini spettacolarizzò ed enfatizzò il successo delle truppe italiane ed incrementò il coinvolgimento italiano in Spagna, nonostante l'accordo di non intervento con la Spagna.
I piani di cattura di Valencia vennero abbandonati e la partecipazione italiana fu concentrata sul più ambizioso piano di conquista di Madrid.